# Eugène Ier Schneider
Pour les articles homonymes, voir Schneider.
Pour les autres membres de la famille, voir Famille Schneider.
Joseph Eugène Schneider, souvent dénommé Eugène Ier, né le 29 mars 1805 à Bidestroff (Meurthe aujourd'hui Moselle) et mort au 7 rue Boudreau le 27 novembre 1875 à Paris 9e, est un industriel et homme politique français. Avec son frère Adolphe, maître de forges au Creusot, ils créèrent et prirent la direction de la société Schneider et Cie. Il s'impliqua, durant de nombreuses années, dans la vie politique locale et nationale.

## Biographie

### Vie familiale
Fils d'Antoine Schneider (6 juillet 1759-3 avril 1828), notaire royal, maire de Dieuze, conseiller général et directeur unique de la Moselle et propriétaire du château de Bidestroff, et d'Anne-Catherine Durand (12 octobre 1781-23 janvier 1858), Eugène Schneider est le frère cadet d'Adolphe et le cousin germain du général et ministre Virgile Schneider. 
Le 28 octobre 1837, il épouse Constance Lemoine des Mares (1815-1889), fille du député et manufacturier Gilles Lemoine des Mares et nièce du banquier André Poupart de Neuflize, baron d'Empire de la haute société protestante. Ils eurent une fille, Félicie, qui fut mariée à son cousin germain le ministre Alfred Deseilligny, et un fils, Henri.  
Eugène vécut le plus souvent à Paris dans son hôtel particulier, rue de la Victoire et, à partir de 1854, dans un autre hôtel, rue Boudreau. Il y donna des fêtes somptueuses où le Tout-Paris se pressait aux concerts donnés par les musiciens les plus en vogue et aux bals. C’est ici que son réseau relationnel se noua avec les milieux politiques (de Morny), de la Banque (Hottinguer, Rothschild, Pereire) et de l'Industrie (Darblay, Talabot). 
Il fut un amateur éclairé des peintres flamands et hollandais. Sa collection se révéla d'une grande richesse à sa dispersion par ses héritiers.  
Avec son frère Adolphe, en 1837, ils acquirent au Creusot le château de la Verrerie. qu'ils réaménagèrent en 1847. 
Son mode de vie était très réglé, imposant une étiquette dans les relations familiales, notamment l’anglais y était la seule langue parlée. Sans doute, par allusion à son caractère égocentrique et colérique et à son visage haut en couleur, le « monde du Creusot » le jugeait hautain, autoritaire et l'appelait « le Grand rouge ». 
Il entretint une liaison extraconjugale avec Marie Eudoxie Asselin, originaire de la Réunion. En 1865, cette révélation, au travers d'une pièce de théâtre satirique, entraina la rupture avec son neveu et gendre Alfred Deseilligny, alors directeur de l’usine du Creusot qui quitta la société. Les deux filles de Madame Asselin, Zélie (décédée en 1869) puis Eudoxie épousèrent successivement son fils Henri. 
Paralysé depuis une attaque d'apoplexie en février 1874 Eugène s'éteignit à son hôtel particulier parisien le 27 novembre 1875, à 10 heures 27 du matin. Il est inhumé dans le caveau familial des Schneider dans l'église Saint-Charles au Creusot.
Ses successeurs à la direction de Schneider et Cie furent ses descendants :
- Henri Schneider (18 décembre 1840 - 17 mai 1898) ;
- Eugène II Schneider (29 octobre 1868 - 17 novembre 1942) ;
- Charles Schneider (28 juin 1898 - 6 août 1960).

### Carrière industrielle
À la suite d'Adolphe Schneider, Eugène fut embauché à la banque Seillière, spécialisée dans le secteur du négoce. Il se distingua rapidement par son sens développé des affaires et se vit confier la direction d'une filature de laine à Reims durant trois ans. La banque Seillière, précédant l'avènement de la métallurgie et de la sidérurgie, racheta les Forges de Bazeilles au baron André Poupart de Neuflize (1752-1814) et nomma Eugène directeur du site en 1827. Conscient des limites de ses compétences techniques et scientifiques, Eugène suivit des cours du soir au Conservatoire national des arts et métiers et fut diplômé par acclamation. 
En 1833, à la suite de la faillite de la société Manby et Wilson, la banque Seillière s'intéressa aux forges du Creusot et nomma, fin 1836, les deux frères Adolphe et Eugène Schneider cogérants de la nouvelle société qui prit le patronyme "Schneider frères et Cie".
Dès la prise de contrôle par ces nouveaux gérants une action importante de modernisation de l’outil industriel fut entreprise en installant notamment dans les ateliers de mécanique des machines importées d’Angleterre. Les équipements sidérurgiques (hauts fourneaux, fours à coke, laminoirs, mines de charbon) furent également l’objet d'une modernisation à marche forcée. 
Après le décès accidentel de son frère Adolphe en août 1845, Eugène assuma seul la direction de la société qui devint Schneider et Cie. Il acquit rapidement une grande réputation dans l'Industrie, devint, en 1851, membre du Conseil général des manufactures, puis en 1864, fonda avec Charles de Wendel, le Comité des Forges, premier organisme d'étude et de défense d'un secteur industriel, dont il fut le premier président.  
Il mena une politique constante d’expansion des sources d’approvisionnement en minerai de fer et en charbon ; tout d’abord dans l’environnement proche du Creusot (Saône-et-Loire, Nièvre et Côte-d’Or), puis plus lointain (Berry, Doubs). 
Il fut l’inspirateur et le maitre d’œuvre d'une stratégie d’intégration verticale dans de nombreuses activités mécaniques comme les locomotives, les constructions navales, les ponts et les charpentes métalliques.
Son œuvre de modernisation est largement représentée dans les œuvres de l'artiste Ignace-François Bonhommé qu'il accueille au Creusot entre les années 1860 et fin 1860. Il collabore avec lui sur certaines compositions, notamment au sujet d'une commande du décor de l’Ecole des Mines reçue par l'artiste où devait apparaître un panneau entier consacré au Creusot.
Le 3 juin 1865, il annonça fièrement au Corps Législatif la commande, pour la première fois, de la fourniture de locomotives à la Compagnie britannique Great Eastern Railways.

### Engagement politique et patronal
Eugène fut vice-président de la Compagnie des chemins de fer de Paris à Lyon et à la Méditerranée. Ses relations très étroites avec Paulin Talabot, créateur du PLM, lui donna accès à de nombreux contrats de locomotives et de rails, comme les extensions des lignes vers la vallée de la Dheune pour desservir les mines de fer alimentant le Creusot. 
Il siégea parmi les régents de la Banque de France dès 1854. Comme beaucoup de régents, il défendit une politique protectionniste pour l’industrie. Il signala son désaccord à l’Empereur lors de la signature du traité de libre-échange avec l’Angleterre en 1860. 
À la place de son frère décédé, il fut élu membre du Conseil général du canton de Couches et Montcenis, puis du 5e collège de Saône-et-Loire (Autun). Il fut réélu député le 1er août 1846, soutint la politique conservatrice de Guizot, se présenta sans succès à l'Assemblée constituante en 1848 et à l'Assemblée législative en 1849. Il devint ministre de l'Agriculture et du Commerce en 1851.L'année suivante, il devint président du conseil général de Saône-et-Loire, fonctions qu'il occupa jusqu'en 1869.  
Son implication dans les cercles politiques, au-delà de son utilité pour son influence dans les milieux d’affaires, était naturelle. Très vite, il comprit que le développement de son usine du Creusot nécessitait une politique ambitieuse tant de l’aménagement urbain que de la création d’organismes de protection sociale. Dès 1838, il instaure un compte épargne individuel pour le personnel, ainsi qu’un système de caisse de secours pour la maladie, les accidents du travail et le veuvage. Ses idées sur la protection sociale furent inspirées de la philosophie saint-simonienne. 
En 1864, afin de financer les énormes besoins du développement industriel, avec un groupe d'industriels et la Famille Rothschild, il participa à la création d’une des premières banques de dépôt françaises, la Société Générale et il en fut le premier président. 
Sous l’autorité de Frédéric Le Play, il fit partie de la commission d’organisation de l’Exposition universelle de Paris de 1867 où Schneider et Cie participa pour la première fois. 
Il fut maire du Creusot de 1866 à 1870, où il fut en particulier à l'origine de l'extension des cités ouvrières. Constamment réélu député de sa circonscription durant le Second Empire, il fut cependant mis en ballottage par le candidat libéral (orléaniste) Joseph Michon aux élections de 1869.
Nommé par Napoléon III, il fut vice-président du Corps législatif en 1854, sous la présidence de de Morny et assura son intérim pendant son absence en Russie de 1856 à 1857. Puis il en fut président de 1867 à 1870 et fait grand-croix de la Légion d'honneur.
Le 3 septembre 1870, Eugène Schneider annonça au Palais Bourbon la défaite de Sedan et la capture de Napoléon III. En vain, il présenta à l'Impératrice régente Eugénie un gouvernement provisoire avec à sa tête le général Trochu et lui-même. Le lendemain, il fut chassé du pouvoir aux cris de « À mort l'assassin du Creusot, l'exploiteur des ouvriers » et dut s'exiler en Angleterre à Brighton puis à Londres, laissant la direction du Creusot à son fils Henri. L'ordre national rétabli, il revint au Creusot le 28 juillet 1871, se présenta au conseil général de Saône-et-Loire et fut réélu à une courte majorité. Bien que physiquement et moralement fatigué, sur demande du président Adolphe Thiers, il fut chargé de la fabrication de nouveaux canons en acier pour concurrencer ceux de l'allemand Krupp.

## Hommages
- Au Creusot, une statue en bronze sur un socle de pierre (de Henri Chapu et Paul Sédille) le représente debout en redingote, sa cape sur le bras et tenant une canne. Deux personnages en bronze se trouve à ses pieds, une femme expliquant à son fils, jeune forgeron, ce qu'il doit au « patron ». Le jeune garçon est torse nu, porte des sabots et tient une tenaille à la main. Localement, on raconte que la mère dirait plutôt à son fils « Regarde, c'est lui qui t'a piqué ta chemise ! » Cette statue a été inaugurée en octobre 1879 en présence de Ferdinand de Lesseps, sur la place qui porte désormais son nom.
- Son nom figure sur la tour Eiffel, face à Grenelle.

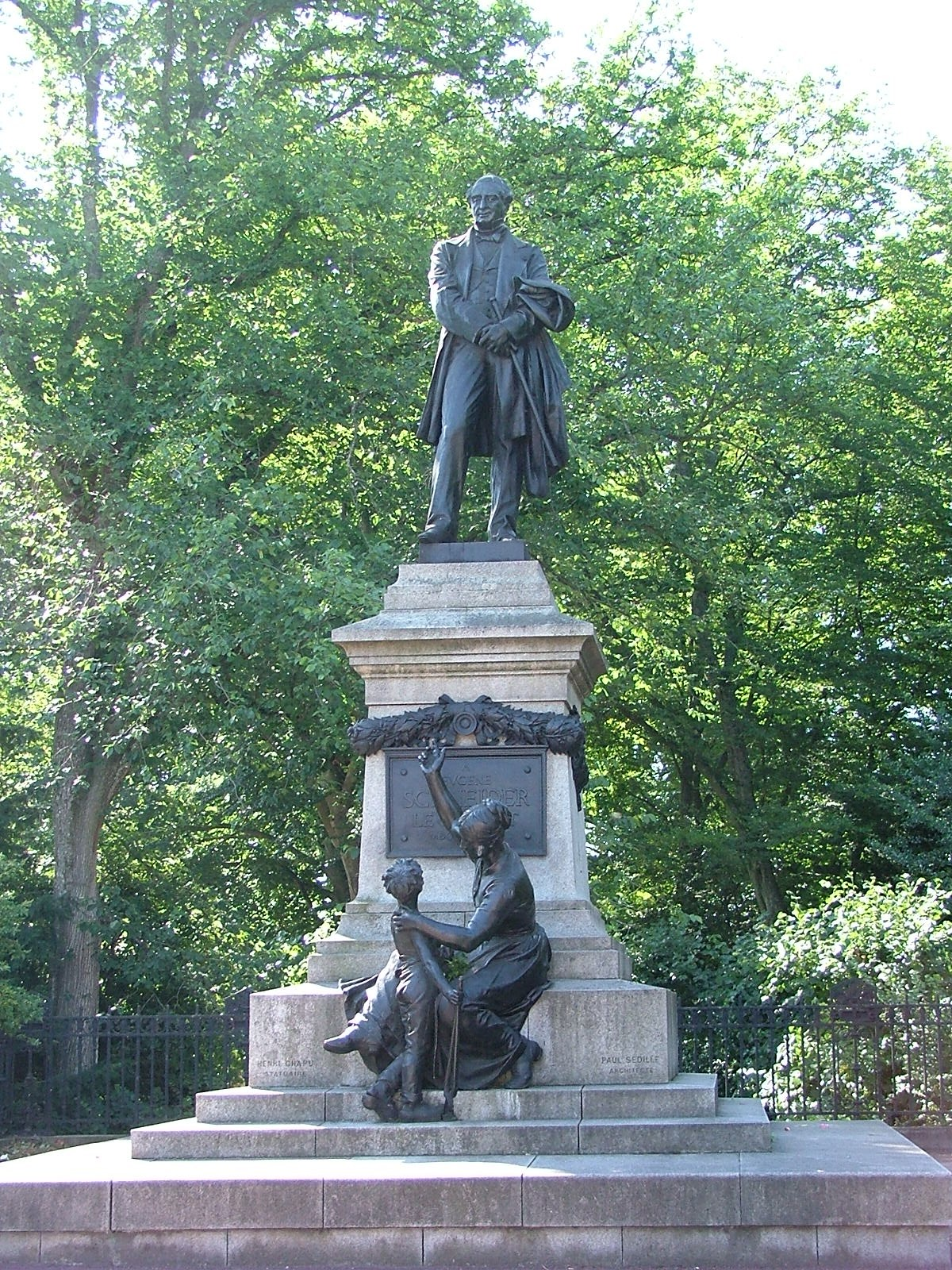
Statue d'Eugène Schneider au Creusot.
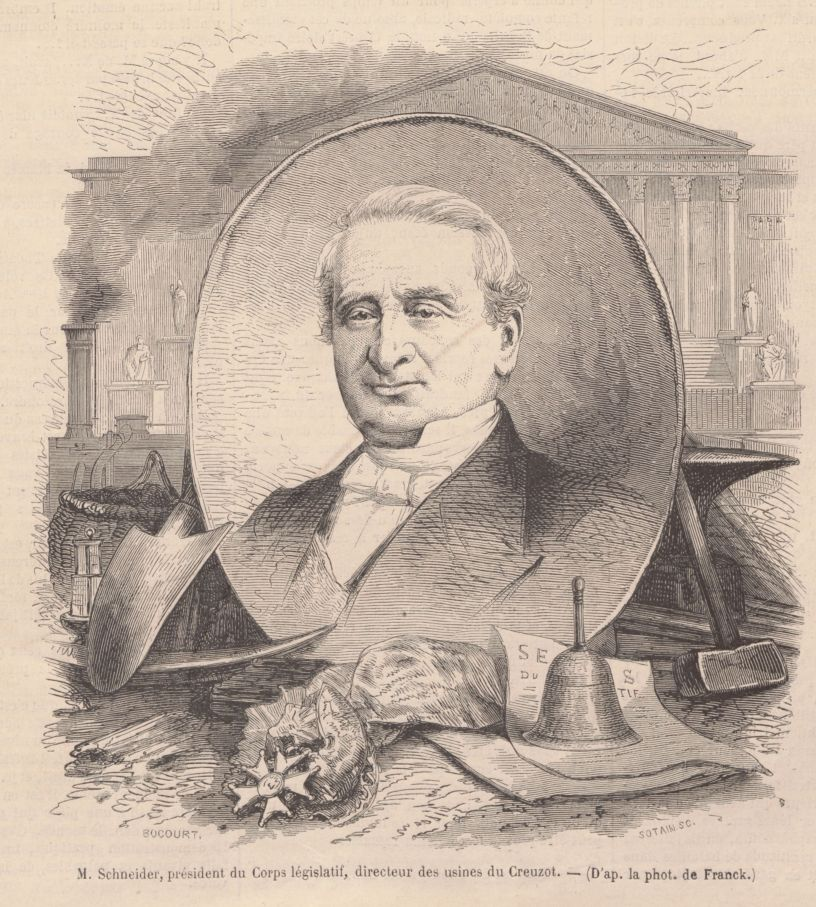
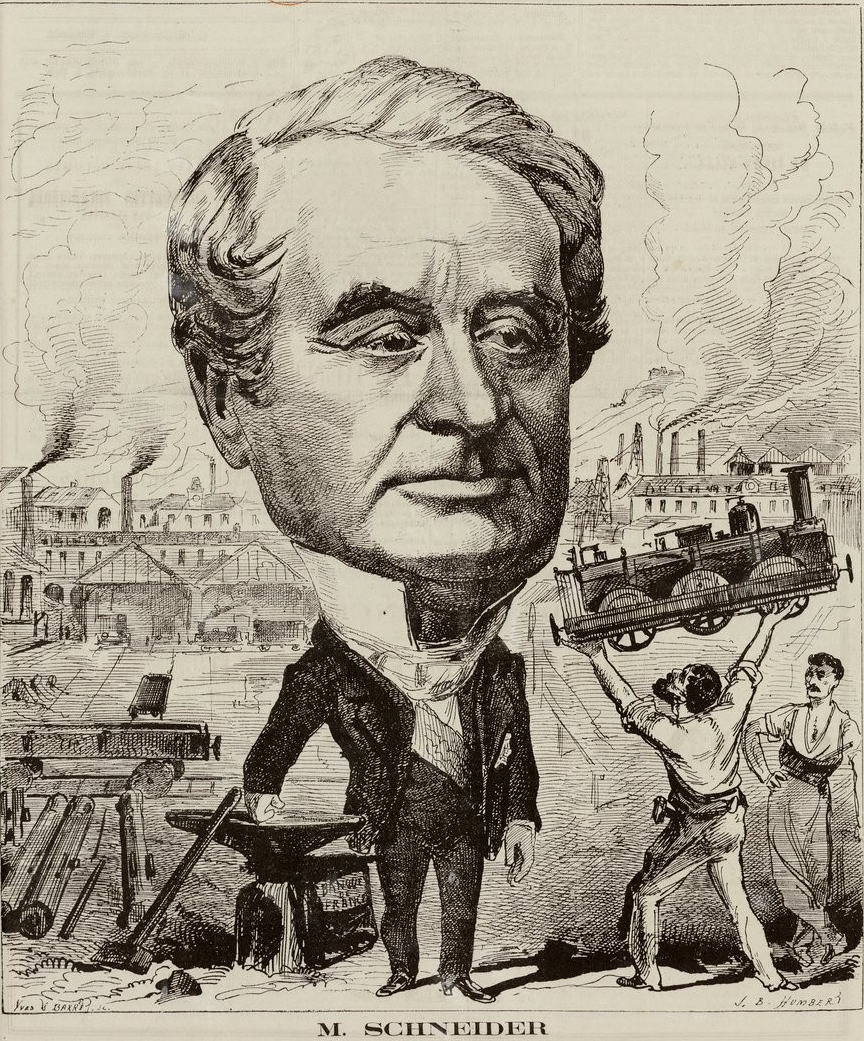